# David Maxim Micić
David Maxim Micić (ur. 5 maja 1990 w Dubrowniku) – serbski muzyk rockowy, multiinstrumentalista, skupiający się na gitarze i instrumentach klawiszowych, kompozytor i producent. Mieszka w Belgradzie.
Micić studiował kompozycję w Berklee College of Music. Grał w zespołach Destiny Potato i Organized Chaos. Wydał dwie płyty długogrające (Bilo 3.0 i Who Bit the Moon) oraz pięć minialbumów oraz EP. Jego muzyka określana jest jako rock progresywny i metal progresywny, zahacza też o elementy etniczne i jazz-fusion.
W 2015 Micić zagrał gościnnie na albumie „Wishful Lotos Proof” gitarzysty Jakuba Żyteckiego z polskiego zespołu Disperse, który wcześniej zagrał na Bilo. Micić wystąpił także na płycie „Essence Of Change” węgierskiego zespołu Special Providence.
W 2017 Micić zrealizował projekt „Stock Challenge vol. 1”, skierowany do początkujących muzyków, w którym użył jedynie podstawowego sprzętu i oprogramowania. Jego celem był pokazanie, że w dzisiejszych czasach tworzenie muzyki wymaga wyłącznie talentu i jest dostępne dla każdego.

## Dyskografia
Na podstawie materiału źródłowego.
- 2011 – Bilo (EP)
- 2012 – Bilo 2.0 (EP)
- 2013 – Bilo 3.0
- 2015 – EGO (EP)
- 2015 – ECO (minialbum)
- 2016 – The Stock Challenge | Vol.1 (EP)
- 2017 – Who Bit the Moon
- 2022 – BILO IV